# Campionat del Món de Trial 1996
|  | Per al campionat del món en pista coberta d'aquell any, vegeu Campionat del Món de Trial indoor 1996 |

La temporada de 1996 del Campionat del Món de trial fou la 22a edició d'aquest campionat, organitzat per la FIM. El calendari oficial constava de 10 proves puntuables, celebrades entre el 14 d'abril i el 18 d'agost.
Marc Colomer va guanyar el campionat de forma clara per davant de Dougie Lampkin i Jordi Tarrés, el campió vigent, esdevenint el segon català a guanyar el títol. Colomer, que obtingué cinc victòries contra les tres de Tarrés i les dues de Lampkin, no va tornar a guanyar el mundial a l'aire lliure, però aquell any ja en duia guanyats tres consecutius de trial indoor. El seu total de quatre títols mundials el situa, doncs, en cinquè lloc a la llista dels campions més reeixits de la història del trial. Colomer va guanyar el campionat de 1996 pilotant una Montesa, després de 16 anys del darrer títol aconseguit per aquesta marca catalana (el d'Ulf Karlson, el 1980), per bé que ara la històrica empresa ja era propietat d'Honda i la moto era, doncs, producte de la tecnologia japonesa.
Aquella temporada, Kenichi Kuroyama es va classificar quart amb la Beta i va assolir així el millor resultat fins aleshores d'un japonès al mundial. Un altre japonès, Takahisa Fujinami, va completar la seva primera participació al mundial amb l'Honda en setena posició.

## Sistema de puntuació
Barem de puntuació a partir de 1984:
| Posició | 1  | 2  | 3  | 4  | 5  | 6  | 7 | 8 | 9 | 10 | 11 | 12 | 13 | 14 | 15 |
| Punts   | 20 | 17 | 15 | 13 | 11 | 10 | 9 | 8 | 7 | 6  | 5  | 4  | 3  | 2  | 1  |

## Calendari
| Ronda | Data         | Prova         | Lloc           | Guanyador      |
| ----- | ------------ | ------------- | -------------- | -------------- |
| 1     | 14 d'abril   | Espanya       | Navacerrada    | Marc Colomer   |
| 2     | 21 d'abril   | Gran Bretanya | Hawkstone Park | Dougie Lampkin |
| 3     | 27 d'abril   | Irlanda       | Red Hall       | Dougie Lampkin |
| 4     | 26 de maig   | Estats Units  | Stepping Stone | Jordi Tarrés   |
| 5     | 2 de juny    | Canadà        | Alma           | Marc Colomer   |
| 6     | 16 de juny   | França        | Boade          | Marc Colomer   |
| 7     | 23 de juny   | Itàlia        | Bardonecchia   | Marc Colomer   |
| 8     | 14 de juliol | Alemanya      | Grossheubach   | Jordi Tarrés   |
| 9     | 28 de juliol | Txèquia       | Nepomuk        | Marc Colomer   |
| 10    | 18 d'agost   | Bèlgica       | Bilstain       | Jordi Tarrés   |

Notes
1. ↑  A Seneç
2. ↑  A Baviera

## Classificació final
| Posició | Pilot                | Motocicleta    | Punts |
| ------- | -------------------- | -------------- | ----- |
| 1       | Marc Colomer         | Montesa        | 179   |
| 2       | Dougie Lampkin       | Beta           | 162   |
| 3       | Jordi Tarrés         | Gas Gas        | 156   |
| 4       | Kenichi Kuroyama     | Beta           | 120   |
| 5       | Bruno Camozzi        | Gas Gas        | 94    |
| 6       | Amós Bilbao          | Gas Gas        | 69    |
| 7       | Takahisa Fujinami    | Honda          | 67    |
| 8       | Tommi Ahvala         | Fantic         | 67    |
| 9       | Graham Jarvis        | Scorpa         | 55    |
| 10      | Marcel Justribó      | Beta           | 53    |
| 11      | Steve Colley         | Gas Gas        | 47    |
| 12      | Joan Pons            | Fantic/Gas Gas | 43    |
| 13      | Donato Miglio        | Beta           | 41    |
| 14      | David Cobos          | Gas Gas        | 34    |
| 15      | Tomoyuki Ogawa       | Beta           | 33    |
| 16      | Gabriel Reyes        | Montesa        | 24    |
|         |                      |                |       |
| 20      | José Antonio Benítez | Gas Gas        | 1     |